# Buffalo Springfield (debuutalbum)
 Buffalo Springfield  is het debuutalbum van de Canadees-Amerikaanse band Buffalo Springfield. Atco Records gaf het in 1966 in de Verenigde Staten uit. Een maand later werd het album ook in het Verenigd Koninkrijk en opnieuw in de Verenigde Staten uitgegeven. Op deze versie was het liedje "Baby don't scold me" vervangen door de hitsingle "For what it's worth". De Britse versie werd in 1971 nogmaals uitgebracht onder de titel In the beginning. Met het album bereikte Buffalo Springfield de tachtigste plaats in de Billboard 200.

## Liedjes
| Nr. | naam                                   | schrijver      | duur |
| --- | -------------------------------------- | -------------- | ---- |
| A1  | For what it's worth                    | Stephen Stills | 2:37 |
| A2  | Go and say goodbye                     | Stephen Stills | 2:23 |
| A3  | Sit down, I think I love you           | Stephen Stills | 2:34 |
| A4  | Nowadays Clancy can't even sing        | Neil Young     | 3:28 |
| A5  | Hot dusty roads                        | Stephen Stills | 2:51 |
| A6  | Everybody's wrong                      | Stephen Stills | 2:29 |
| B1  | Flying on the ground is wrong          | Neil Young     | 2:43 |
| B2  | Burned                                 | Neil Young     | 2:18 |
| B3  | Do I have to come right out and say it | Neil Young     | 3:06 |
| B4  | Leave                                  | Stephen Stills | 2:45 |
| B5  | Out of my mind                         | Neil Young     | 3:09 |
| B6  | Pay the price                          | Stephen Stills | 2:36 |

## Musici
- Bruce Palmer - basgitaar
- Dewey Martin - drums, zang
- Richie Furay - gitaar, zang
- Stephen Stills - gitaar, toetsen, zang
- Neil Young - gitaar, mondharmonica, piano, zang